# Brzostek
Brzostek è un comune rurale polacco del distretto di Dębica, nel voivodato della Precarpazia.
Ricopre una superficie di 122,62 km² e nel 2004 contava 13 064 abitanti.
I comuni confinanti sono Brzyska, Dębica, Frysztak, Jodłowa, Kołaczyce, Pilzno e Wielopole Skrzyńskie.